# Room Alone 2
Room Alone 2 (tiếng Thái: Room Alone 2 – รูมอะโลน) là một bộ phim truyền hình Thái Lan phát sóng năm 2015–2016 và là phần tiếp theo của Room Alone 401-410.
Bộ phim được đạo diễn bởi Nuttapong Mongkolsawas và sản xuất bởi GMMTV. Đây là một trong hai bộ phim truyền hình được GMMTV giới thiệu vào ngày 25 tháng 8 năm 2015 cùng với Wonder Teacher. Bộ phim được phát sóng vào Chủ nhật lúc 14:00 (ICT) trên One31, 15:00 (ICT) trên Bang Channel và phát lại vào 21:00 (ICT) cùng ngày trên LINE TV, bắt đầu từ ngày 4 tháng 10 năm 2015. Bộ phim kết thúc vào ngày 24 tháng 1 năm 2016.

## Diễn viên
Dưới đây là dàn diễn viên của bộ phim:

### Diễn viên chính
- Anchasa Mongkhonsamai vai Jaegun
- Achirawich Saliwattana (Gun) vai Earng
- Maripha Siripool (Wawa) vai Baitoey
- Phakjira Kanrattanasood (Nanan) vai Min
- Suwittayawat Pariyawit vai Men
- Jirakit Kuariyakul (Toptap) vai Tul
- Chatchawit Techarukpong (Victor) vai Terk
- Jirakit Thawornwong (Mek) vai View
- Worranit Thawornwong (Mook) vai Snow
- Jumpol Adulkittiporn (Off) vai Puen
- Thitipoom Techaapaikhun (New) vai Ray
- Phurikulkrit Chusakdiskulwibul (Amp) vai Gang
- Sattaphong Phiangphor (Tao) vai Tent

### Diễn viên phụ
- Natthawat Chainarongsophon (Gun) vai Camp
- Kornrawich Sungkibool (Junior) vai Thanoo
- Tawan Vihokratana (Tawan) vai Warm
- Ramida Jiranorraphat (Jane) vai Ploen
- Puwadon Vejvongsa vai Kin
- Oranicha Krinchai (Proud) vai Ampere
- Phanuphong Wongthom vai Cable
- Sarunchana Apisamaimongkol (Aye) vai Namhorm
- Sapol Assawamunkong (Great) vai Key
- Leo Saussay
- Kanut Rojanai (Baan) vai Home
- Tatchakorn Boonlapayanan (Godji)
- Chanathip Phisutereewong (Bank) vai Talay, bạn của Warm

### Khách mời
- Patcha Poonpiriya (June) vai Air (Tập 12)
- Nattatida Damrongwisetphanit (Pear)